# Volta ao Algarve
Volta ao Algarve er et landevejsløb i cykling, et etapeløb, der afholdes hvert år i Algarve, Portugal. Siden 2020 er det blevet organiseret som et 2.Pro-løb i UCI ProSeries.

## Vindere
| År                     | Vinder                 | Toer                     | Treer                       |
| ---------------------- | ---------------------- | ------------------------ | --------------------------- |
| 1960                   | José Manuel Marques    |                          |                             |
| 1961                   | António Pisco          | José Manuel Marques      | Vitor Tenazinho             |
| 1962-1976 ikke afholdt |                        |                          |                             |
| 1977                   | Belmiro Silva          | Adelino Teixeira         | João Marta                  |
| 1978                   | Joaquim Adrego Andrade | Fernando Mendes          | Adelino Teixeira            |
| 1979                   | Firmino Bernardino     | Joaquim Adrego Andrade   | Adelino Teixeira            |
| 1980                   | Firmino Bernardino     | Luís Vargues             | Alexandre Ruas              |
| 1981                   | Belmiro Silva          | Adelino Teixeira         | Luís Vargues                |
| 1982                   | Alexandre Ruas         | Fernando Fernandes       | Marco Chagas                |
| 1983                   | Adelino Teixeira       | Belmiro Silva            | Eduardo Correia             |
| 1984                   | Belmiro Silva          | Benedicto Ferreira       | Manuel Cunha                |
| 1985                   | Eduardo Correia        | Marco Chagas             | Belmiro Silva               |
| 1986                   | Manuel Cunha           | Marco Chagas             | António Pinto               |
| 1987                   | Manuel Cunha           | António Pinto            | Joaquim Salgado             |
| 1988                   | Joaquim Gomes          | Marco Chagas             | Joaquim Salgado             |
| 1989                   | Fernando Carvalho      | Marco Chagas             | Manuel Zeferino             |
| 1990                   | Fernando Carvalho      | Delmino Pereira          | Manuel Cunha                |
| 1991                   | Joaquim Adrego Andrade | Joaquim Gomes            | Manuel Correia              |
| 1992                   | Joaquim Gomes          | Manuel Luis Abreu Campos | Dariusz Bigos               |
| 1993                   | Cássio Freitas         | Fernando Carvalho        | Juan Carlos Martín Martínez |
| 1994                   | Vítor Gamito           | Cândido Barbosa          | Federico Muñoz              |
| 1995                   | Cássio Freitas         | Remigijus Lupeikis       | Joaquim Adrego Andrade      |
| 1996                   | Alberto Amaral         | Jesús Blanco Villar      | Sérgio Rodrigues            |
| 1997                   | Cândido Barbosa        | Cássio Freitas           | Luís Miguel Sarreira        |
| 1998                   | Tomáš Konečný          | Grischa Niermann         | José Luis Rebollo Aguado    |
| 1999                   | Melcior Mauri          | Cândido Barbosa          | David Plaza                 |
| 2000                   | Alex Zülle             | José Azevedo             | Andrei Zintchenko           |
| 2001                   | Andrea Ferrigato       | José Azevedo             | Melcior Mauri               |
| 2002                   | Cândido Barbosa        | Alex Zülle               | George Hincapie             |
| 2003                   | Claus Michael Møller   | Víctor Hugo Peña         | Pedro Cardoso               |
| 2004                   | Floyd Landis           | Víctor Hugo Peña         | Pedro Cardoso               |
| 2005                   | Hugo Sabido            | Stuart O'Grady           | José Luis Rubiera           |
| 2006                   | João Cabreira          | Gert Steegmans           | Robert Gesink               |
| 2007                   | Alessandro Petacchi    | René Haselbacher         | Tomas Vaitkus               |
| 2008                   | Stijn Devolder         | Sylvain Chavanel         | Tomas Vaitkus               |
| 2009                   | Alberto Contador       | Sylvain Chavanel         | Rubén Plaza                 |
| 2010                   | Alberto Contador       | Luis León Sánchez        | Tiago Machado               |
| 2011                   | Tony Martin            | Tejay van Garderen       | Lieuwe Westra               |
| 2012                   | Richie Porte           | Tony Martin              | Bradley Wiggins             |
| 2013                   | Tony Martin            | Michał Kwiatkowski       | Lieuwe Westra               |
| 2014                   | Michał Kwiatkowski     | Alberto Contador         | Rui Costa                   |
| 2015                   | Geraint Thomas         | Michał Kwiatkowski       | Tiago Machado               |
| 2016                   | Geraint Thomas         | Jon Izagirre             | Alberto Contador            |
| 2017                   | Primož Roglič          | Michał Kwiatkowski       | Tony Gallopin               |
| 2018                   | Michał Kwiatkowski     | Geraint Thomas           | Tejay van Garderen          |
| 2019                   | Tadej Pogačar          | Søren Kragh Andersen     | Wout Poels                  |
| 2020                   | Remco Evenepoel        | Maximilian Schachmann    | Miguel Ángel López          |
| 2021                   | João Rodrigues         | Ethan Hayter             | Kasper Asgreen              |
| 2022                   | Remco Evenepoel        | Brandon McNulty          | Daniel Martínez             |
| 2023                   | Daniel Martínez        | Filippo Ganna            | Ilan Van Wilder             |
| 2024                   | Remco Evenepoel        | Daniel Martínez          | Jan Tratnik                 |
| 2025                   | Jonas Vingegaard       | João Almeida             | Laurens De Plus             |